# 華蔵寺のキンモクセイ

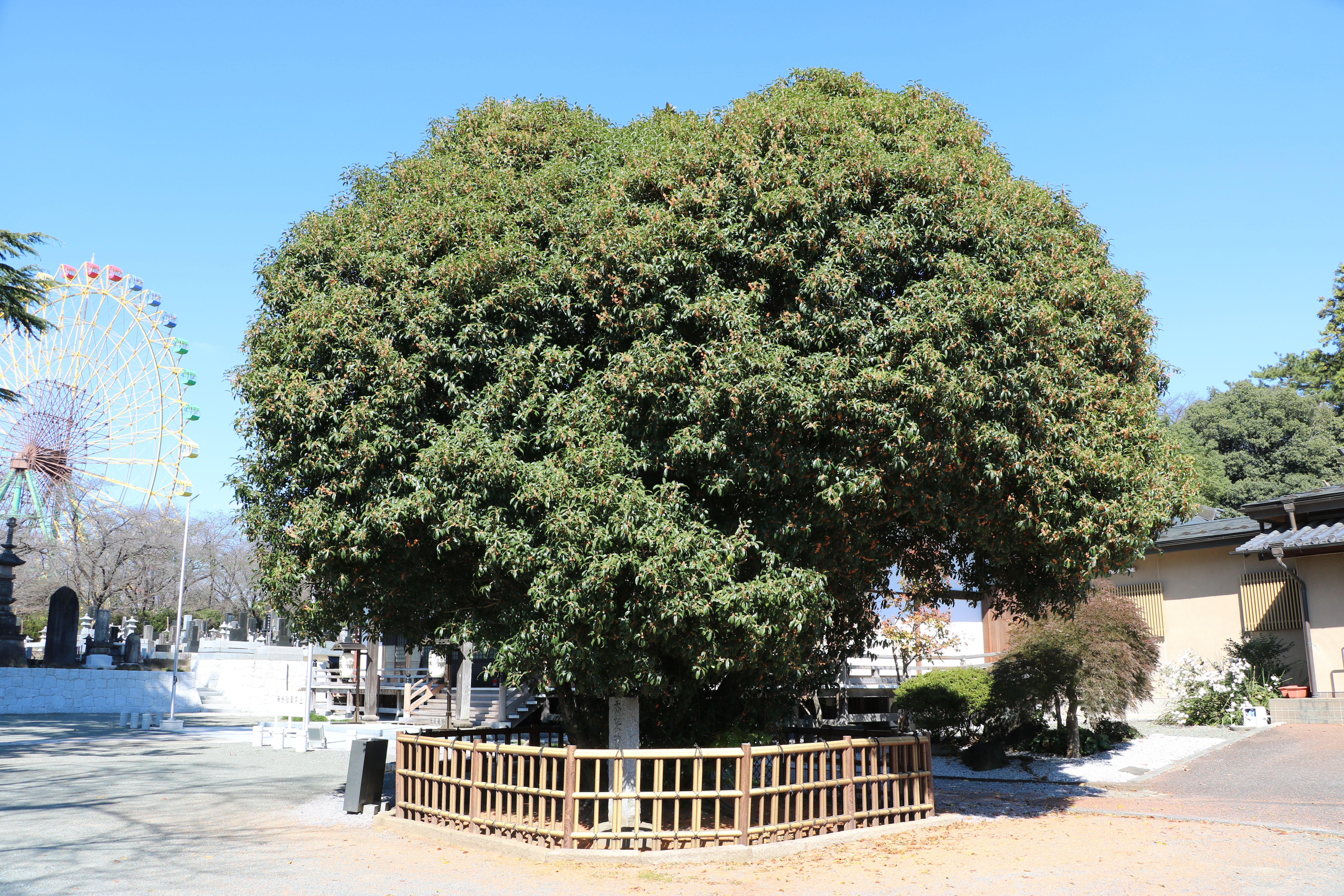
華蔵寺のキンモクセイ。2023年10月24日撮影。

華蔵寺のキンモクセイ（けぞうじのキンモクセイ）は、群馬県伊勢崎市華蔵寺町にある天台宗寺院、華蔵寺の境内に生育する、国の天然記念物に指定されたキンモクセイである。国の天然記念物に指定されたモクセイ類のうち現存する6物件のひとつであり、1937年（昭和12年）6月15日に「華蔵寺の金木犀」の指定名称で国の天然記念物に指定された。
キンモクセイ（金木犀、学名: Osmanthus fragrans var. aurantiacus）は中国原産の観賞用樹木として江戸時代に日本へ持ち込まれ、主に神社仏閣の境内に植栽されているものが多く、国の天然記念物に指定され現存する全6件のモクセイ類は本樹を含め、寺院3件、神社1件、観音堂1件、個人宅1件と、6件中5件が社寺境内に生育している。
一般的にモクセイ属は巨樹に成長することの少ない小高木であるが、華蔵寺のキンモクセイは推定樹齢400年と日本国内では稀に見る巨樹であったが、1966年（昭和41年）と1982年（昭和57年）の2度におよぶ台風の被害により損傷を受け、一時は枯死の危機に瀕したものの、関係者の尽力によりわずかに残った根株より叢生したひこばえから後継樹が育成され再生し、天然記念物の指定解除は免れている。

## 解説

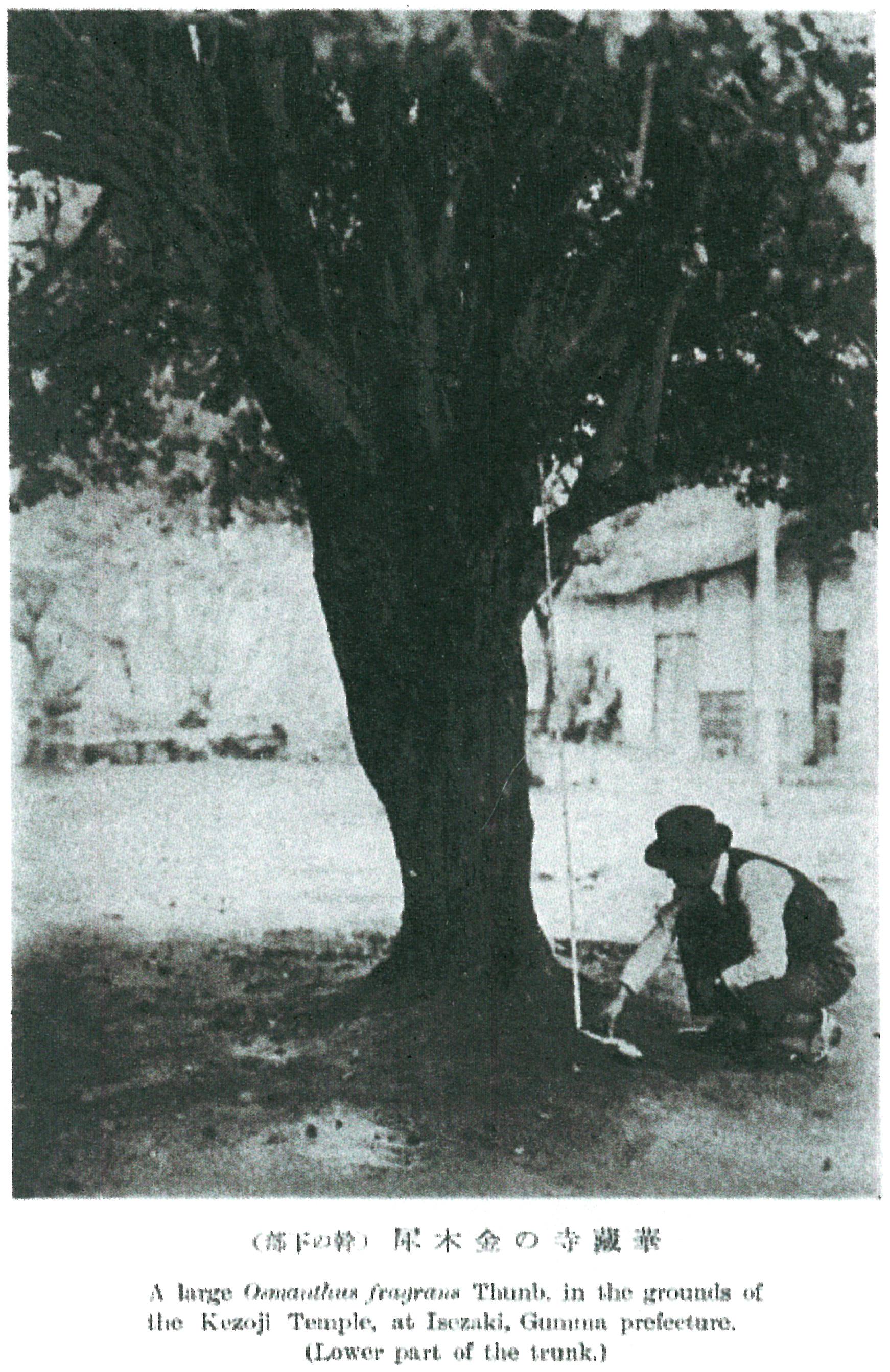
1936年（昭和11年）10月9日の調査時の華蔵寺の金木犀。

華蔵寺のキンモクセイは群馬県伊勢崎市中心部の北側にある天台宗寺院、華蔵寺の境内、庫裏の南側に生育している。華蔵寺町周辺は赤城山南麓末端部から関東平野再西北部への移行部にあたる標高70メートル前後の平坦な地形が広がる一帯で、華蔵寺の東側は群馬県道103号深津伊勢崎線が南北方向に走り、北西側には都市公園の華蔵寺公園が隣接する、伊勢崎市中心部にほど近い住宅地の一角に所在する。
国の天然記念物指定に先立ち、1936年（昭和11年）10月9日に現地調査を行った植物学者の三好学によれば、当時の樹高は約11.0メートル、根元の周囲は約2.15メートル、地上1.5メートルでの幹囲は約2.65メートルであった。この地上1.5メートルの場所から主幹が3方向に分岐し、それらが細枝となって更に別れ大きく枝が張られており、4方向への枝張りは、東方へ約6.0メートル、西方へ約5.3メートル、南方へ約7.0メートル、北方へ約6.0メートルであった。調査日の10月9日はキンモクセイの開花期にあたっており、調査を行った三好は「花候正に酣なり。花は黄赤色にして香気強し。」と記している。
日本国内のキンモクセイとして当時の本樹は有数の巨木であり「目通幹圍約二．六メートル幹ハ三大枝ニ分レ樹勢旺盛金木犀ノ巨樹トシテ有數ノモノナリ」と報告され、三好の現地調査翌年の1937年（昭和12年）6月15日に「華蔵寺の金木犀」（後に片仮名のキンモクセイへ変更）の指定名称で、当時の保存要目の第一「名木、巨樹、老樹」として国の天然記念物に指定された。開花期の花香は4キロメートルの遠方に及んだという。
しかし1966年（昭和41年）9月25日に東日本を中心に大きな被害をもたらした昭和41年台風第26号の強風により根ごと倒れてしまった。倒れた樹本体を引き起こして堆肥を施すなど手当され再生が図られ樹勢が回復しつつあったが、1982年（昭和57年）8月2日未明に群馬県に最接近した昭和57年台風第10号により、3本に分岐していた主幹の1本が折損し、ほとんど根元から倒れてしまい、当時、東西方向20メートル、南北方向15メートルあった樹冠は3分の2ほどになってしまった。さらに悪いことに折損した根元の傷口から腐朽菌が入り込んでしまい、約5年後の1987年（昭和62年）には残るすべての主幹が枯死してしまった。
関係者らは対策を協議し現状を改めて調査したところ、地際部がわずかに生き残っていることがわかり、また、そこからひこばえが複数萌芽し、最大で高さ4メートルほどの小枝が叢生した。そこでこの最大のひこばえを1本残して他は間引き、腐朽菌を断つため残存した主幹の根元の腐朽部分を除去、根元周辺の殺菌を施すなど手厚い対処が行われ、その後、これとは別のひこばえが根株から育った。さらに、主幹の枯死以前に華蔵寺のキンモクセイは群馬県林業試験場で挿し木による2代目が育成されており、これも華蔵寺に戻されて植えられた。これら3者はその後も順調に回復し、天然記念物の継承が行われ指定解除は免れた。

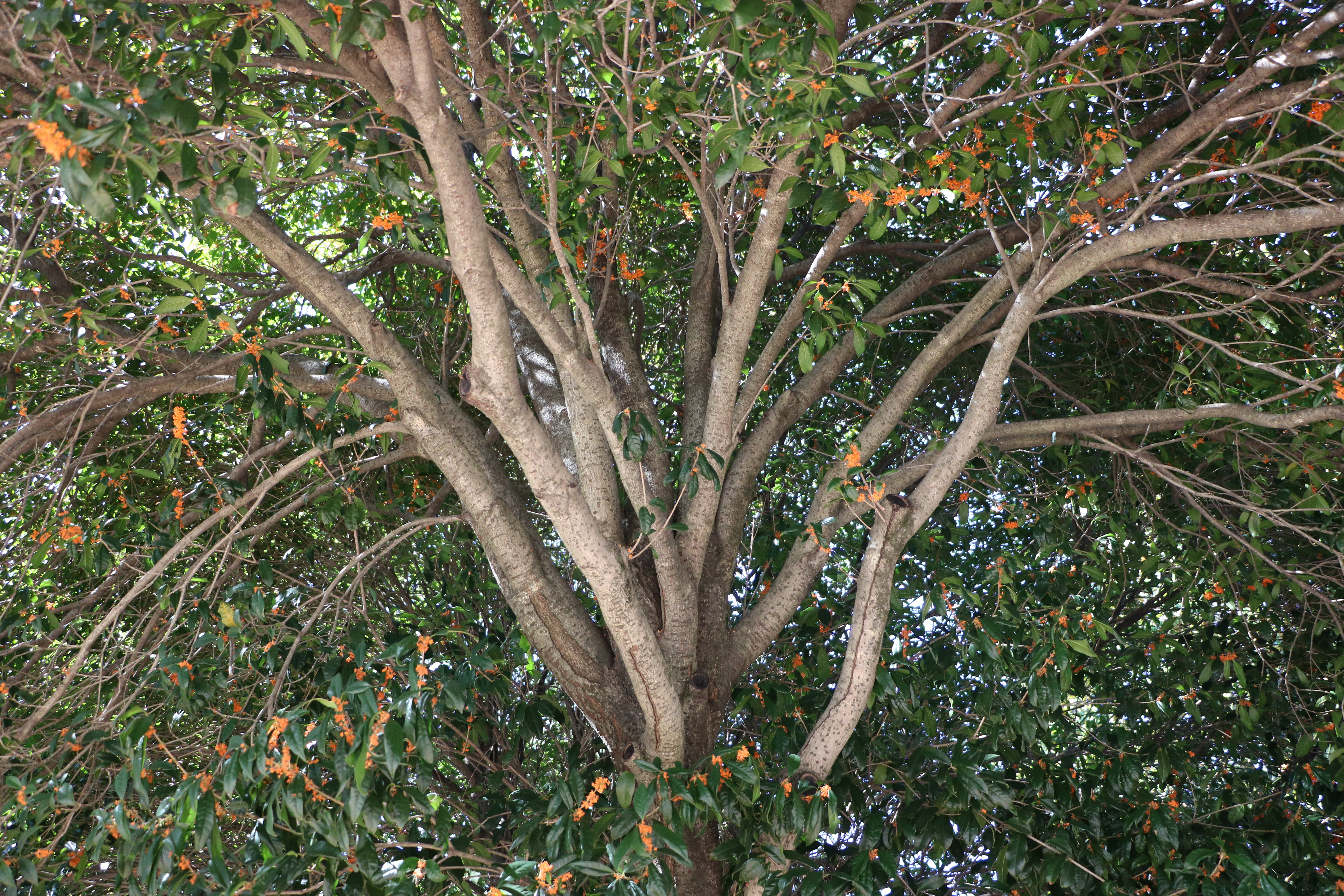
主幹部。2023年10月24日撮影。
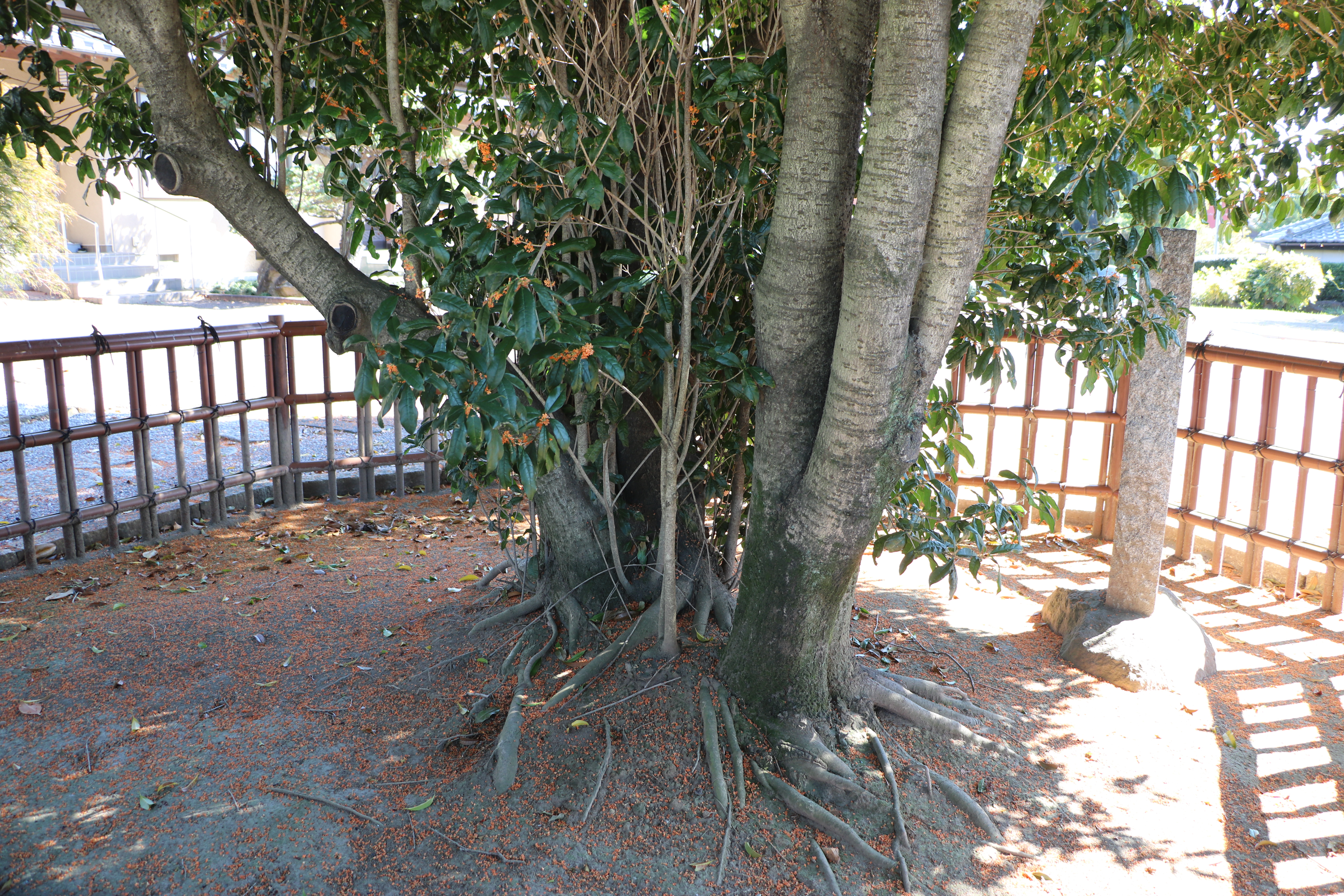
根元周り。2023年10月24日撮影。
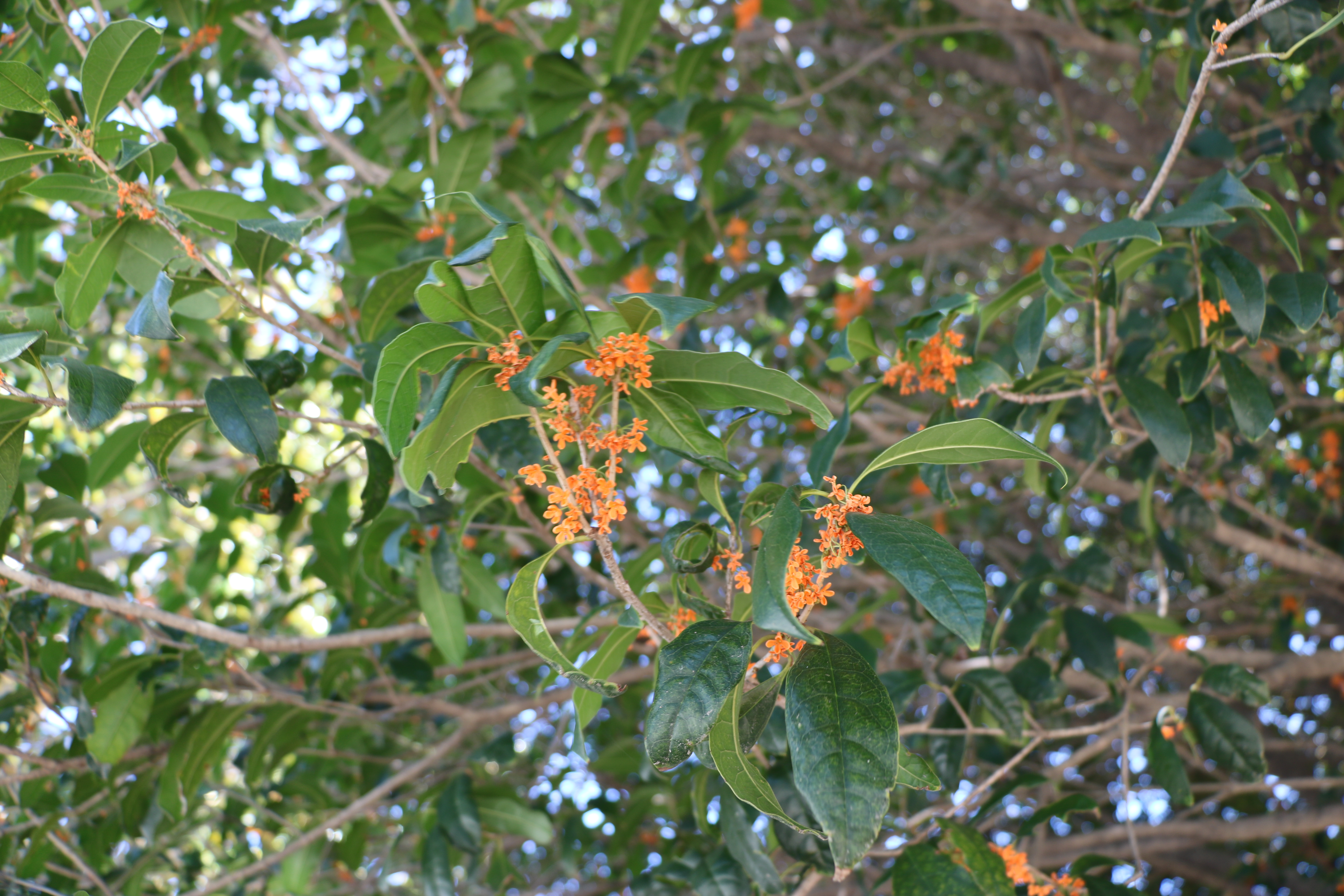
華蔵寺のキンモクセイの花。2023年10月24日撮影。

## 交通アクセス
所在地
- 群馬県伊勢崎市華蔵寺町6[16]。

交通
- ここでは華蔵寺公園へのアクセスを示す[17]。
  - 北関東自動車道伊勢崎インターチェンジまたは波志江スマートインターチェンジより車で約5分。
  - JR両毛線・東武鉄道伊勢崎線伊勢崎駅より市内巡回バス「伊勢崎市コミュニティバスあおぞら」利用、華蔵寺公園東バス停下車。